# Jędrzej Wala (starszy)

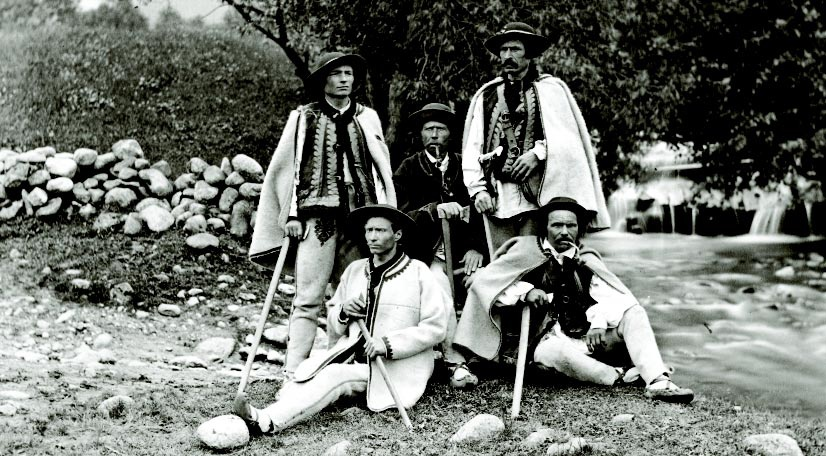
Przewodnicy tatrzańscy ok. 1877 r., od lewej Wojciech Roj, Jędrzej Wala młodszy, Jędrzej Wala starszy, Szymon Tatar i Maciej Sieczka

Jędrzej Wala starszy (ur. 15 lipca 1820 w Zakopanem, zm. 29 stycznia 1896 tamże) – polski przewodnik tatrzański, ojciec Jędrzeja Wali młodszego.

## Życiorys
Tatry poznał jako kłusownik, polując na kozice i świstaki. Przewodnictwem zajął się po 1850, szybko stając się obok Macieja Sieczki jednym z najbardziej cenionych przewodników. Podobnie jak Sieczka pod wpływem Maksymiliana Nowickiego i Eugeniusza Janoty porzucił kłusownictwo i stał się jednym z najgorliwszych strażników przyrody. Został pomocnikiem zoologa profesora Nowickiego, któremu dostarczał okazy i ułatwiał poznawanie życia kozic i świstaków.
Chodził po Tatrach z wieloma wybitnymi artystami i naukowcami, m.in. z Adamem Asnykiem, Walerym Eljaszem-Radzikowskim, ks. Józefem Stolarczykiem i Leopoldem Świerzem. Maria Steczkowska uważała go za „doskonałego przewodnika, a przytem bardzo poczciwego człowieka, na którego sumienność [można] z pewnością rachować”. Znany był z doskonałej znajomości topografii całych Tatr węgierskich i polskich. Mimo niepiśmienności wiedział wiele m.in. na temat innych gór i przyrody.
Jędrzej Wala dokonał wielu pierwszych wejść na szczyty i przełęcze tatrzańskie, m.in. w 1867 poprowadził ks. Józefa Stolarczyka na Baranie Rogi, a w 1861 dokonał wspólnie z towarzyszami pierwszego znanego przejścia Koprowej Przełęczy. Do późnych lat życia zachował tężyznę fizyczną, jeszcze w 1895 wchodził z turystami na Krzyżne. Spoczywa na Cmentarzu Zasłużonych na Pęksowym Brzyzku (sektor P-III-63), jego imię noszą Walowe Turnie (Zadnia Walowa Turnia, Pośrednia Walowa Turnia i Skrajna Walowa Turnia) oraz Walowe Ławki (Zadnia Walowa Ławka, Pośrednia Walowa Ławka i Skrajna Walowa Ławka) w grani Hrubego Wierchu, w okolicach którego często przebywał.

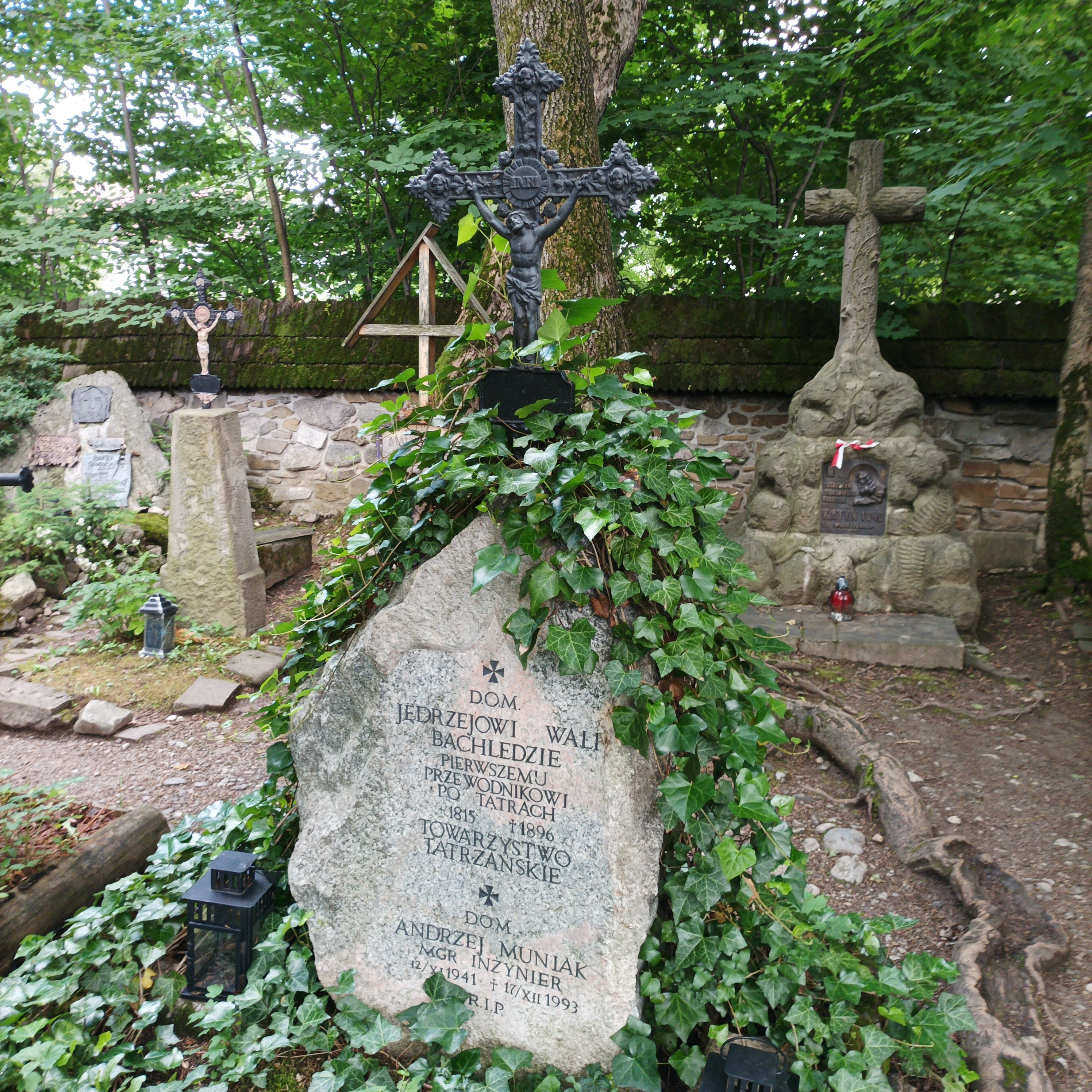
Grób Jędrzeja Wali na Cmentarzu Zasłużonych na Pęksowym Brzyzku